# Cymbopogon clandestinus
Cymbopogon clandestinus là một loài thực vật có hoa trong họ Hòa thảo. Loài này được (Steud.) Stapf mô tả khoa học đầu tiên năm 1929.